# Metaphrynella
Metaphrynella – rodzaj płazów bezogonowych z podrodziny Microhylinae w rodzinie wąskopyskowatych (Microhylidae).

## Zasięg występowania
Rodzaj obejmuje gatunki występujące na południowym Półwyspie Malajskim i Borneo. 

## Systematyka

### Etymologia
Metaphrynella: gr. μετα meta „obok, pomiędzy”; rodzaj Phrynella Boulenger, 1887.

### Podział systematyczny
Do rodzaju należą następujące gatunki:
- Metaphrynella pollicaris (Boulenger, 1890)
- Metaphrynella sundana (Peters, 1867)